# Glenn Langan
Thomas Glenn Langan (* 8. Juli 1917 in Denver, Colorado; † 19. Januar 1991 in Los Angeles, Kalifornien) war ein US-amerikanischer Schauspieler.

## Leben
Langan hatte sein Spielfilmdebüt 1939 in einer im Abspann nicht genannten Nebenrolle in The Bill of Rights. Im selben Jahr spielte er in mehreren weiteren Filmen nicht genannte Nebenrollen, darunter im Horrorfilm The Return of Doctor X mit Humphrey Bogart. Nach dem Ende des Zweiten Weltkriegs hatte er erstmals größere Nebenrollen, unter anderem in Something for the Boys neben Perry Como und Weißer Oleander neben Vincent Price. 1947 spielte er in Otto Premingers Amber, die große Kurtisane, zwei Jahre später hatte er seine erste Hauptrolle als Edmond Dantes im an den Roman von Alexandre Dumas angelehnten Abenteuerfilm Das Erbe von Monte Christo. Den größten Teil der 1950er Jahre arbeitete er für das Fernsehen, erst 1957 hatte er wieder nennenswerte Filmrollen. Er spielte in Hölle des Dschungels neben Lex Barker und hatte die Hauptrolle im B-Movie-Horrorfilm Der Koloß. In den 1960er Jahren spielte er nur noch sporadisch in Film und Fernsehen, seine einzigen Spielfilme aus dieser Zeit, SS-X-7 – Panik im All und Das Steinzeitsyndrom, sind dem Genre des B-Movie zuzuordnen. Gegen Ende seiner Karriere hatte er noch einmal kleinere Rollen im John Wayne-Western Chisum und Andromeda – Tödlicher Staub aus dem All von Robert Wise nach dem Roman von Michael Crichton.
Langan war von 1951 bis zu seinem Tod verheiratet mit Adele Jergens. Aus der Ehe ging ein Sohn hervor.

## Filmografie (Auswahl)
- 1939: Weg aus dem Nichts (Dust Be My Destiny)
- 1939: Geheimagenten (Espionage Agent)
- 1939: Das zweite Leben des Dr. X (The Return of Doctor X)
- 1943: Einsatz im Nordatlantik (Action in the North Atlantic)
- 1943: The Strange Death of Adolf Hitler
- 1943: Riding High
- 1944: Mission im Pazifik (Wing and a Prayer)
- 1945: Hangover Square
- 1945: A Bell for Adano
- 1946: Weißer Oleander (Dragonwyck)
- 1947: Endspurt (The Homestretch)
- 1947: Amber, die große Kurtisane (Forever Amber)
- 1948: Rache ohne Gnade (Fury at Furnace Creek)
- 1948: Die Schlangengrube (The Snake Pit)
- 1949: Das Erbe von Monte Christo (Treasure of Monte Cristo)
- 1950: Auf Winnetous Spuren (The Iroquois Trail)
- 1952: Goldraub in Texas (Hangman's Knot)
- 1953: Taxi 539 antwortet nicht (99 River Street)
- 1957: Die Hölle des Dschungels (Jungle Heat)
- 1957: Der Koloß (The Amazing Colossal Man)
- 1964: SS-X-7: Panik im All (Mutiny in Outer Space)
- 1966: Das Steinzeitsyndrom (Women of the Prehistoric Planet)
- 1966: Gilligans Insel (Gilligan’s Island, Fernsehserie, Folge 3x15)
- 1967: Hondo (Fernsehserie, 5 Folgen)
- 1970: Chisum
- 1971: Andromeda – Tödlicher Staub aus dem All (The Andromeda Strain)
- 1978: Make-up und Pistolen (Police Woman, Fernsehserie, Folge 4x21)